# Campostichomma alawala
Espèce
Campostichomma alawala est une espèce d'araignées aranéomorphes de la famille des Udubidae.

## Distribution
Cette espèce est endémique du Sri Lanka. Elle se rencontre vers Alawala

## Description
La femelle holotype mesure 4,30 mm, les femelles de 4,30 à 4,70 mm.

## Étymologie
Son nom d'espèce lui a été donné en référence au lieu de sa découverte, Alawala.

## Publication originale
- Polotow & Griswold, 2017 : Cleaning old cabinets: revealing the taxonomy of Sri Lankan wolf spiders (Araneae, Udubidae and Zoropsidae). Zootaxa, no 4362(1), p. 51-74.